# 24641 Enver
24641 Enver este un asteroid din centura principală de asteroizi.

## Descriere
24641 Enver este un asteroid din centura principală de asteroizi. A fost descoperit pe 1 septembrie 1983 la Observatorul de Astrofizică din Crimeea de Liudmila Karacikina. Asteroidul prezintă o orbită caracterizată de o semiaxă mare de 2,44 ua, o excentricitate de 0,17 și o înclinație de 13,1° în raport cu ecliptica.